# Margitszigeti Szabadtéri Színpad
A Margitszigeti Szabadtéri Színpad története a kezdetektől napjainkig. A Margitsziget adottságainak kihasználásra több próbálkozás is született a 20. század során. A II. világháború alatt nem voltak előadások, a pusztítás a Margitszigetet sem kímélte. A háború után a Magyar Állami Operaház nyári játszóhelye lett, majd 1966. január 1-jei hatállyal megalakították a Fővárosi (1970-től Budapesti) Szabadtéri Színpadok Igazgatóságát Kerék Antal vezetésével. 1990-től a Budapesti Szabadtéri Színpadok Igazgatósága a Szabad Tér Színház nevet vette fel. 2003 óta Bán Teodóra, egykori balerina vezeti a Színházat. A Szabad Tér Színház emellett a Margit-szigeti víztornyot és a Városmajori Szabadtéri Színpadot is üzemelteti.

## Előzmények
A kedvelt kirándulóhelyet, a festői szépségű Margitszigetet már a huszadik század elején birtokba akarták venni a színházteremtők.
1906. május – Forgács Antal színigazgató nyári színkört tervezett építtetni, de a tervek nem valósultak meg.
1918. május 18. – megnyitotta kapuit a Margitszigeti Színkör, mely júliustól Margitszigeti Színház néven játszott. Legnagyobb sikerét Ascher Hejuhaja báró című operettjével aratta. Bródy István igazgató vállalkozása azonban hamar megbukott.
1919. november 19. – az épületet lebontották.
1924. június 28. – megrendezték az első szabadtéri előadást a MAC sportpályán. Innocent Ernő Modern Játékok elnevezésű vállalkozása Walter Hasenclever Antigoné című drámáját mutatta be Rékai András rendezésében.
1929 nyara – ugyanitt Márkus László, az Operaház főrendezője Weiner Leó Csongor és Tünde című művét vitte színre. A táncjátékot Jan Cieplinski koreográfiájára az Operaház balett-együttese adta elő. Ezután több alkalmi társulat is kísérletezett azzal, hogy a Margitszigeten nyári előadásokat rendezzen.

## Az első évek: 1938 – 1943
1938 – Budapest színházi és idegenforgalmi szakemberei – a Szegedi Szabadtéri Játékok példájára – a víztorony lábánál reprezentatív, folyamatos működésre alkalmas szabadtéri játszóhelyet teremtettek. A színház megalapítását a kortársak nagy jelentőségű kulturális és idegenforgalmi tettként értékelték. A színpad terveit Kaffka Péter készítette. A háromezer-ötszáz személyes nézőtérrel szemben ötven méter mélységű távlati képet adó, ősfákkal és növényzettel körülvett színpad állt. Eső esetén a közönség a víztorony köré épített hat méter széles, száz méter hosszú fedett sétány alá húzódhatott.
1938. június 18. – az új színházat a Nemzeti Színház társulata avatta fel. William Shakespeare Szentivánéji álom című vígjátékát Németh Antal, a színház igazgatója álmodta szabadtéri színpadra. A főbb szerepeket Szabó Sándor (Lysander), Pataky Jenő (Demetrius), Olty Magda (Hermia), Lukács Margit (Helena), Ungvári László (Oberon), Szeleczky Zita (Titánia) és Somogyi Erzsi (Puck) alakították. „A kellemetlen hideg idő dacára nagyszámú, közel kétezer főnyi közönség jelent meg a nézőtéren. Az ünnepi előadást a Himnusz nyitotta meg, és a szép Szörényi Éva prológusban üdvözölte a hetvenéves Horthy kormányzót, akit a közönség lelkesen éljenzett, majd Sárdy János énekelt egy ez alkalomra írt fohászt” – tudósította olvasóit a Napkelet.
A hivatalos megnyitó előtt egy héttel főúri műkedvelők Oláh Gusztáv rendezésében a Szent Margit legendát adták elő. A színjáték szövegét Ujházy György írta, zenéjét Bárdos Lajos szerezte.
Németh Antal, a Margitszigeti Szabadtéri Színpad vezetője az első három évad műsorát a Nemzeti Színház és az Operaház sikereiből válogatta. William Shakespeare Szentivánéji álom, Vörösmarty Mihály Csongor és Tünde és Kacsoh Pongrác János vitéz című művét többször is felújították.
1940 – ennek az időszaknak a legemlékezetesebb vállalkozása a frankfurti rendező, Hans Meissner nevéhez fűződik, aki Friedrich Schiller Tell Vilmos című színjátékát rendezte meg a Nemzeti Színház társulatával. (Bemutató: 1940. június 22. – a címszerepben: Lehotay Árpád.)
1941 – Bubik Árpád, a Berlinben élő színházi vállalkozó lett a Margitszigeti Szabadtéri Színpad direktora. Bár 1941-ben még színre került a Szentivánéji álom, a második világháború súlyos évei nem kedveztek a hatalmas létszámú drámai produkcióknak, ezért koncertszerű operaelőadások, hangversenyek, énekes-táncos műsorok, folklórestek szerepeltek inkább a színpad műsorán. Nyaranta csak egyetlen új előadással gazdagodott a program: Schubert–Berté Három a kislány című operettje 1941. július 24-én került színre Nádasdy Kálmán rendezésében, Pataky Kálmánnal (Schubert), Honthy Hannával (Grisi Lucia), Ajtay Andorral (Tschöll), Medgyaszay Vilmával (Tschöllné) és Barabás Sárival (Médi) a főbb szerepekben.
1942 – Pataky Kálmán felléptével idősb és ifjabb Johann Strauss zenéjéből összeállított Bécsi keringő volt a legnagyobb siker. (Bemutató: 1942. július 10.)
1943 – Fényes Szabolcs, a Fővárosi Operettszínház igazgatója lett az igazgató. Lehár Ferenc A víg özvegy című operettjének premierjét még fényes külsőségek között rendezték meg. A siker egyedülálló a színpad történetében: 1943. július 21. és szeptember 14. között ötvenszer játszották, s egyszer sem mosta el az eső.
1944 nyara – az előadásokat hirdető zászlót már nem tűzték ki a víztorony tetejére. A háború pusztítása a Margitszigetet sem kímélte, a szabadtéri színpadot lebombázták.

## Az operaházi korszak 1949 – 1962
1949. augusztus 6. – a Szív küldi szívnek című sanzonesttel megnyitották az újjáépített szabadtéri színpadot, mely ekkor háromezer-hétszáz nézőt tudott befogadni. Az újjáépítés során a zenekari árkot a jobb hangzás érdekében fával burkolták, a füves színpadra mobil táncparkettet készítettek, modernizálták a világítás- és hangtechnikát. Az intézményt három évre a Városi Színház alá rendelték.
Másnap a Három a kislány című operettet játszották Hegedűs Tibor rendezésében, Svéd Sándor, Honthy Hanna és Sárdy János felléptével.
A színpad e három évadjának műsora rendkívül vegyes volt: a zenés illetve táncestek mellett műsorra tűzték a Városi Színház produkciójaként Kacsoh Pongrác János vitézét és Johann Strauss operettjét, A cigánybárót, a Nemzeti Színház vendégjátéka a Szentivánéji álom ismét nagy sikert aratott.
1950. július 11. – Otto Klemperer, aki 1947-től volt a budapesti Operaház vezető karmestere, itt tartotta búcsúkoncertjét: Beethoven IX. szimfóniáját vezényelte.
1952–1962 között – a Magyar Állami Operaház nyári játszóhelye, a műsor gerincét az Operaház repertoárdarabjai alkották: elsősorban az operák, másodsorban a daljátékok és a balettek. Mivel a nyári előadások nem igényeltek új díszleteket és jelmezeket, a magyar operajátszás történetében egyedülálló módon teljes költségvetésüket megtermelték, mely csak a közönség töretlen érdeklődése mellett volt lehetséges. A népszerű operák és balettek előadásai egy-egy évadban százezernyi nézőt vonzottak: az Aida, a János vitéz és a Parasztbecsület – Bajazzók minden nyáron műsoron szerepelt, Gounod Faustját tíz évadon keresztül játszották, míg Bizet népszerű operája, a Carmen és Johann Strauss A cigánybáró című operettje kilenc nyáron került műsorra. Népszerű repertoárdarabja volt ennek a korszaknak a Pillangókisasszony és a Három a kislány is. A kultúrpolitika által alig megtűrt Wagner-operák is színre kerülhettek: 1955. augusztus 9-én Nádasdy Kálmán rendezésében mutatták be a Walkürt. 1960. július 2-án a Tannhäusert Mikó András vitte színre.
A magyar operajátszás nagyságai formálták meg a népszerű repertoárt: Székely Mihály, Losonczy György, Radnay György, Neményi Lili, Simándy József, Melis György, Házy Erzsébet, Orosz Júlia, Palánkay Klára.
A Magyar Állami Operaház nagy sikert aratott koreográfiáit is láthatta a szabadtéri színpad közönsége: Aszafjev Párizs lángjai és A bahcsiszeráji szökőkút című balettjét, Kenessey Jenő Keszkenő című táncjátékát és Csajkovszkij A hattyúk tava című balettjét.
1957. június 22. – Az operai repertoárt a Nemzeti Színház vendégjátékai színesítették. A hagyományosan a Margitsziget fái alá elképzelt Szentivánéji álom és Csongor és Tünde mellett műsorra tűzték Az ember tragédiáját, melyet 1955-ben oly hamar leparancsolt a színpadról a pártvezetés. Ádámot Básti Lajos, Évát Lukács Margit, Lucifert Major Tamás alakította.
1962-es nyári évadban már csak nyolc előadást tartott az Operaház a Margitszigeten, a sokat játszott repertoárdarabokra mind kevesebb néző volt kíváncsi. „Vegyék el az Operától a Margitszigetet és adják át a főváros tanácsának, alakítsanak egy önálló szervet, amely mennyiségben és minőségben méltó műsorral látná el a szigeti színpadot” – javasolta Szirtes György, az Operaház üzemigazgatója a Hétfői Hírek 1962. június 18-i számában.
A színpadon 1963-tól 1965 júniusáig nem tartanak előadásokat.

## Önálló intézmény 1965 – 1985
1964. szeptember 1. – a Margitszigeti Szabadtéri Színpadot kezelésébe vette a Fővárosi Tanács. A színpad állapota ekkor rendkívül leromlott, világosító és hangosító berendezéseit más színházak használták.
1965. március – Mueller Éva, a KÖZTI munkatársa elkészítette a színpad újjáépítési tervét, melyet a Magyar Nemzet 1965. március 14-i száma ismertetett: 20 millió forintból két-három év alatt születik újjá a színház. 3.000 férőhelyes, kagylóformában kialakított nézőteret építenek. A régi színpadot lebontják, a megnagyobbított alapterületű új színpad kiemelhető deszkaburkolattal rendelkezik. A színház kiegészítője a 7.500 négyzetméter alapterületű iroda-öltöző-díszlettár, amely az addigi színészudvar területén épül. Az építkezést a tervek szerint 1966-ban kezdik el.
Az újjáépítéshez szükséges összeg azonban nem állt rendelkezésre, így egy bizottság megállapította, hogy felújítással és rendszeres karbantartással a színpad továbbra is üzemben tartható. „Ebben az évben nem tudunk még mindent megcsinálni, de három év alatt eljuthatunk odáig, hogy a Margitszigeten Európa egyik legkorszerűbb szabadtéri színpadát hozzuk létre” – nyilatkozta dr. Vasady Balogh Lajos, a Margitszigeti Szabadtéri Színpad igazgatója a Film Színház Muzsika 1965. május 21-én megjelent számában. A jobb hangzás érdekében átcsoportosították a növényzetet, modernizálták a hangosítást, az Elektroakusztikai Intézet mérnökei számos technikai újítást valósítottak meg. Kijavították a nézőtéri üléseket, tatarozták az öltözőket.
1965. június 27. – a dunai árvíz miatt a Margitszigetet lezárták, így kétségessé vált, hogy a megnyitó díszelőadást a meghirdetett időpontban meg tudják tartani. Végül a belépőjegy felmutatásával beengedték a közönséget a szigetre. Az ünnepélyes megnyitón az ünnepi beszéd után az Alekszandrov együttes műsora következett, majd a Magyar Rádió Szimfonikus Zenekara Lehel György vezényletével adott műsort.
1966. január 1-jei hatállyal megalakították a Fővárosi (1970-től Budapesti) Szabadtéri Színpadok Igazgatóságát Kerék Antal vezetésével.
Kerék Antal igazgató kettős célt tűzött ki a színpad feladatául: egyrészt nyári kulturális eseményeket biztosítani a budapestieknek, másrészt egy-egy szabadtéri színpadi este alkalmából bemutatni a magyar kultúrát közvetíteni a külföldi látogatóknak. A sziget így egyre inkább az igényes, nagy létszámú, költséges zenés műfajok, operák, klasszikus operettek, balettek színhelye lett.
1965. július 10. – a Pécsi Balett először mutatkozott be a Margitszigeten a Három táncjáték című műsorral (koreográfus: Eck Imre). A pécsi együttes a következő években is állandó vendége maradt a színpadnak.
1966. július 7. – ifjabb Johann Strauss A denevér című operettjét mutatták be Vámos László rendezésében Latabár Kálmánnal Frosch szerepében. Latabár nagy sikert aratott Menelaoszként Jacques Offenbach Szép Heléna című operettjében is. (Bemutató: 1968. július 6-án, rendező: Mikó András)
1966. augusztus 20. – Mozart A varázsfuvola című operája Sarastro szerepében Ernster Dezső lépett fel. Az előadást Szinetár Miklós rendezte.
Az 1960-as évek elejétől lehetőség nyílt arra, hogy külföldi vendégénekeseket szerződtessenek egy-egy produkcióra, így Carelli Gábor, a Metropolitan Opera magánénekese Pinkerton szerepében mutatkozott be a Pillangókisasszony 1960. július 14-i előadásán. 1962 nyarán Jeanette Pilou és Gianbattista Daviu a Pillangókisasszony-, míg Salvatore Puma és Franco Piva a Parasztbecsület–Bajazzók-előadáson bűvölte el a közönséget.
1967. augusztus 6. – a Teatro Comunale di Bologna vendégjátéka: Bellini Norma című operájának címszerepét Margaret Tyres alakította.
1970. július 11. – Mikó András rendező Verdi Aidájának címszerepére ismét Margaret Tyrest hívta meg.
1971. július 2. – hosszú idő után ismét prózai előadást mutattak be: Móricz Zsigmond Úri muri című színművét Marton Endre rendezte Bessenyei Ferenccel a főszerepben.
1971. július 16. – felújították Kacsoh Pongrác daljátékát, a János vitézt. A főbb szerepekben Berkes János (János vitéz), Csengery Adrienn (Iluska), Németh Marika (Francia királykisasszony és Radnay György (Bagó). Rendezte: Horváth Zoltán.
1972 és 1974 között Fodor Lajos vezette az intézményt.
1972. július 7. – Verdi Attila című operájának magyarországi bemutatója, Giancarlo del Monaco rendező a főszerepeket Gregor Józsefre és Marton Évára osztotta, a MÁV Szimfonikus Zenekart Lamberdo Gardelli vezényelte.
1974. július 6. – először vitték színre Magyarországon Boito Mefistofele című operáját Jevgenyij Nyesztyerenkoval a címszerepben.
Fodor Lajos így vonta meg igazgatása mérlegét: „A Margitszigeti Szabadtéri Színpad rendeltetésének tartjuk, hogy ott az igényesebb operalátogatóknak, illetve a külföldi közönségnek eredeti nyelven szólaltassuk meg a zeneirodalom gyöngyszemeit. Az idegen nyelvű előadásokra azért is szükség van, mert csak így lehet biztosítani a külföldi énekesek beilleszkedését az együttesbe. […] Az elmúlt nyáron a meghirdetett és kedvezően fogadott bérleti rendszerrel sikerült előrelépnünk a törzsközönségünk megteremtésében is. Az elmúlt hónapokban több mint kétezren vásároltak bérletet a Margitszigeti Szabadtéri Színpad előadásaira.” (Szigeti gyorsmérleg. Hódított a Mefistofele. Esti Hírlap, 1974. augusztus 30.)
1975-ben Katona Ferencet nevezték ki az intézmény igazgatójának, aki a népszerű, ismertebb operákat tűzött műsorra, visszahozta a baletteket. Újdonság volt a külföldi vendégművészekkel meghirdetett Gálaest-sorozat, ahol az operairodalom legnépszerűbb darabjait hallhatta a közönség.
1976. július 17. – Bizet: Carmen, a címszerepre Mikó András rendező Alekszandrina Milcsevát hívta meg. Mikó négyszáz főnyi szereplőgárdát mozgatott a színpadon, az előadást sokan a leghibátlanabb szigeti produkciónak tartották.
1980. július 3. – több évtized szünet után ismét bemutatták Lehár Ferenc A víg özvegy című operettjét Seregi László rendezésében.
1980. július 11. – Verdi A trubadúr című operáját a főszerepben Miller Lajossal és Tokody Ilonával vitték színre.
1982–1983 – az 1960-as években csak részlegesen felújított nézőtér átépítését nem lehetett tovább halasztani. „Új színpad épült, kényelmesebb lett a nézőtér, a büfét is megnagyobbították. A színpaddal együtt elkészült a víztorony külső felújítása, európai színvonalú lett a hang és fénytechnika” – számolt be a munkálatokról a Pesti Műsor 1984. június 18-án.
1984–1985-ben Marton László vezette az intézményt.
1984. július 12. – a felújított színpad ünnepi megnyitó előadásán a Győri Balett Az igazság pillanata című előadását láthatta a közönség.
Bizet Carmen című operáját Szinetár Miklós rendezte, a címszerepre Cynthia Clarey-t kérte fel, aki Peter Brook La Tragédie de Carmen című előadásában is Carment alakította.
1985. július 4. – Garas Dezső rendezésében bemutatták Kálmán Imre Csárdáskirálynő című operettjét. Garas a drámai szituációkra helyezte a hangsúlyt, Berkes János (Edvin) és Kállay Bori (Szilvia) kivételével prózai színészekre osztotta a szerepeket – Törőcsik Marira (Cecília), Kálmán Györgyre (Lippert-Weilersheim herceg), Hirtling Istvánra (Bóni), Pápai Erikára (Stázi).

## Új utakon 1986 – 2003
1986 márciusa – Koltay Gábort nevezték ki a szabadtéri színpadok élére. Koltay népszínházi programot kívánt megvalósítani, így új műfajokat honosított meg a szigeten: a műsor gerincét a népszerű operák mellett immár a rockoperák, rockoratóriumok, musicalek alkották.
1986. augusztus 9. – műsorra tűzték a Rock Színház előadását, a Jézus Krisztus szupersztár című rockoperát, melyet Szikora János rendezett.
1988. augusztus 5. – Kormorán – Páskándi Géza A költő visszatér című rockoperáját mutatták be Koltay Gábor rendezésében.
1989. augusztus 17. – Szörényi Levente a Margitszigeti Szabadtéri Színpadnak írta a Fénylő ölednek édes örömében című oratóriumát, melyet Csengeri Attila és nagynevű operaénekesek adtak elő: Hamari Júlia, Kincses Veronika, Gáti István, Begányi Ferenc.
1990. március 1-jétől a Budapesti Szabadtéri Színpadok Igazgatósága a Szabad Tér Színház nevet vette fel.
1992 nyara – ismét a klasszikus műfajé a főszerep: két Verdi-operát mutattak be: A trubadúrt Kürthy András, a Rigolettot Koltay Gábor állította színpadra.
1993. augusztus 19. – Szörényi Levente Attila, Isten kardja című rockoperáját mutatták be (rendező: Koltay Gábor).
1995 nyara – Szörényi Levente – Bródy János István a király című művét tizenhatszor játszották.
2000. augusztus 4. – a Kormorán együttes A megfeszített című rockoperájával az ezredfordulót ünnepelték.

## A legújabb kori történet 2003-tól napjainkig
2003-tól – Bán Teodóra a Szabad Tér Színház igazgatója. Szórakoztató jellegű, de magas színvonalú előadások megvalósítását tűzte ki célul. A Margitszigeti Szabadtéri Színpad adottságainak – óriási játszóterület és a közel háromezer fős nézőtér – megfelelően a látványra is építő, a műfaj nemzetközileg elismert művészeit felvonultató opera- és musical-előadásokat, zenés színházi produkciókat, tánc- és show-műsorokat mutatnak be. A saját produkciókat rendszerint kőszínházi partnerekkel, társulatokkal együttműködve hozzák létre – így annak ellenére, hogy a nyári szezonban csak három-négy alkalommal tudják ezeket műsorra tűzni, az előadásokat a partnerszínházak tovább játsszák.
2010. július 24. – a Szabad Tér Színház és a Csokonai Színház közös produkciójában Muszorgszkij Borisz Godunov című operáját mutatták be. Az előadást Vidnyánszky Attila rendezte.
2012. július 13. – a Kolozsvári Állami Magyar Opera közreműködésével Szomor György Báthory Erzsébet című musical-operáját vitték színre Bagó Bertalan rendezésében.
2013 tavasza – elkezdődött a Margitszigeti Szabadtéri Színpad kétéves rekonstrukciója: helyreállították a víztorony homlokzatát, mely impozáns díszkivilágítást is kapott. A nézőteret újraszigetelték, a nézőtéri székeket kicserélték. Felújították a közönségforgalmi területeket. A színpad fölé Lente András tervei alapján új, feszített szerkezetű tető került.
2013. július 26. – Rost Andrea új szerepben mutatkozott be, Madame Butterfly-t énekelte a Pillangókisasszony Anger Ferenc rendezte előadásában.
2013. augusztus 20. – Erkel Ferenc István király című operáját az 1885-ös ősbemutató óta először a szigeten láthatták a nézők eredeti formájában, nagyszínpadi rendezésben.
2014 – az öltözők modernizálásával és a színpadot kiszolgáló létesítmények kialakításával folytatódik a szabadtéri színpad rekonstrukciója

### Igazgatók
|  | Németh Antal (1938–1940)                                                                           |
|  | Bubik Árpád (1941–1942)                                                                            |
|  | Fényes Szabolcs (1943)                                                                             |
|  | A Margitszigeti Szabadtéri Színpadon 1944-től 1949 augusztusáig nem tartottak előadásokat          |
|  | a Városi Színház igazgatója (1949–1951)                                                            |
|  | a Magyar Állami Operaház igazgatója (1951–1962)                                                    |
|  | A Margitszigeti Szabadtéri Színpadon 1963-tól 1965 júniusáig nem tartottak előadásokat             |
|  | művészeti igazgató: Vasady Balogh Lajos; ügyvezető igazgató: Kerék Antal (1965–1968)               |
|  | Kerék Antal (1969–1971)                                                                            |
|  | Fodor Lajos (1972–1974)                                                                            |
|  | Katona Ferenc (1975–1982)                                                                          |
|  | 1982 és 1983 között rekonstrukció miatt a Margitszigeti Szabadtéri Színpad szüneteltette működését |
|  | Marton László (1984–1985)                                                                          |
|  | Koltay Gábor (1986–2003)                                                                           |
|  | Bán Teodóra (2003–)                                                                                |